# 星田郷
星田郷（ほしだごう）は、現在の岡山県井原市美星町星田にあたる地域である。
星尾神社や木野山神社、金黒跡などが現在も残っている。